# Shibecha
Shibecha (標茶町, Shibecha-chō) est un bourg du district de Kawakami, situé dans la sous-préfecture de Kushiro, sur l'île de Hokkaidō, au Japon.

## Géographie

### Situation
Shibecha est situé dans l'est de l'île de Hokkaidō.

### Démographie
Au 31 mars 2015, la population de Shibecha s'élevait à 7 966 habitants répartis sur une superficie de 1 099,37 km2.

### Hydrographie
Shibecha  est traversé par le fleuve Kushiro. Le lac Tōro se trouve dans le sud du bourg.

## Histoire
Le village de Kumaushi a été fondé en 1923. Il est renommé Shibecha en 1929 et obtient le statut de bourg en 1950.

## Transport
Shibecha est desservi par la ligne principale Senmō de la JR Hokkaido.